# Một thời để nhớ
Một thời để nhớ (tiếng Hàn: 내 머리 속의 지우개) là bộ phim điện ảnh tình cảm, lãng mạn Hàn Quốc sản xuất năm 2004, dựa trên một bộ phim truyền hình Nhật Bản có tên là Pure Soul, phát sóng bởi công ty truyền thông Yomiuri Telecasting Corporation. Khoảnh khắc để nhớ theo mô típ các mối quan hệ xung quanh nhân vật chính và sự mất mát đau thương do bởi căn bệnh Alzheimer mang lại. Bộ phim ra mắt tại Hàn Quốc ngày 5/11/2004, trở thành một trong 5 bộ phim ăn khách nhất năm 2004. Bộ phim cũng thành công ngoài mong đợi khi công chiều tại Nhật Bản, và thu về $20,462,454.

## Nội dung phim
Soo Jin (Son Ye Jin) là một nhà thiết kế thời trang, một cô gái hiền hậu có tính hay quên lớn lên trong một gia đình hạnh phúc. Chul Soo (Jung Woo Sung) là một kiến trúc sư nội thất với trái tim đầy tổn thương sống khép kín, hồi nhỏ từng bị mẹ mình bỏ lại để đi bước nữa, sống với bố và mẹ lớn, lớn lên trong sự nuôi dạy khắc nghiệt của người cha doanh nhân, người luôn so sánh anh với các anh chị kế và luôn chì chiết mẹ anh, người đã bỏ rơi anh. Anh rất chán ghét gia đình.
Soo Jin là một nhà thiết kế thời trang nhưng mắc căn bệnh mất trí nhớ ngắn hạn. Mỗi lần đến cửa hàng mua đồ thì thể nào cũng để quên ví tiền và đồ đã mua. Một ngày, Soo Jin mua một chai nước ngọt rồi cứ thế mà đi về, đến khi sực nhớ quay lại cửa hàng thì chai nước ngọt đã bị một chàng trai cầm mất, Soo Jin đã cầm lon nước và uống hết một mạch. Khi lên xe bus, cô mới phát hiện ra rằng mình còn quên ví tiền, lúc quay trở lại Soo Jin mới biết rằng hoá ra chai nước của chàng trai kia không phải là của cô. Khi công ty của Soo Jin phải sửa sang lại thì cô lại gặp chính chàng trai ấy có tên là Chul Soo, một kiến trúc sư nội thất tài năng và khá có tiếng trong ngành. Dần dần cả hai đi tìm hiểu, yêu nhau và Soo Jin còn chủ động cầu hôn với Chul Soo. Nhưng sau khi kết hôn, căn bệnh mất trí của Soo Jin ngày càng nghiêm trọng đến nỗi nhiều khi cô còn không biết mình là ai, tuy vậy cô không muốn hình ảnh của Chul Soo sẽ biến mất trong trí nhớ của mình.

## Nhạc phim
01. Chopin: Prelude Op.28 No.7 (Segovia version)
02. El dia que me quieras - Big Mama (Lee Ji Young)
03. nae il eun bi - Boo Hwal (Jung Dan)
04. Children of August
05. A moment to remember (Humming Version) - Min Seol
06. hwe sang - Whee Sung
07. byul - Wanted (Ha Dong Gyoon), Kim Tae Won
08. Paganini: 24 Caprices for solo Violin Op.1 - Andante
09. dong hwa - Gumi [Roman]
10. nae il eun bi (Humming Version) - Boo Hwal (Jung Dan)
11. La Paloma - Big Mama (Shin Yun Ah)
12. Chopin: Prelude Op.28 No.7 (Piano)
13. El Reloj - Big Mama (Lee Young Hyun, Park Min Hye)
14. Nessun Dorma - Big mama Park Min Hye
15. A moment to remember - Min Seol
16. nae il eun bi (Classic)
17. gyuh ool oh hoo
18. nal geu man it juh yo (Guitar Version) - Gumi

## Diễn viên
- Son Ye Jin: Su Jin
- Jung Woo Sung: Chul Soo
- Baek Jong Hak: Seo Yeong-min

## Giải thưởng
- Kịch bản, Chuyển thể xuất sắc nhất - Yeong-ha Kim, John H. Lee tại Grand Bell Awards 2005 (Dae Jong Awards)